# Adolf Skorwid
Adolf Skorwid (ur. 10 listopada 1894, zm. ?) – major piechoty Wojska Polskiego.

## Życiorys
Do Wojska Polskiego został przyjęty z byłych Korpusów Wschodnich i byłej armii rosyjskiej. Służył w 30 Pułk Piechoty w Warszawie. 1 grudnia 1924 został mianowany majorem ze starszeństwem z 15 sierpnia 1924 i 118. lokatą w korpusie oficerów piechoty. W maju 1925 został przeniesiony do 22 Pułku Piechoty w Siedlcach na stanowisko kwatermistrza. W kwietniu 1928 został przesunięty na stanowisko dowódcy I batalionu. W marcu 1929 został przeniesiony do Powiatowej Komendy Uzupełnień Złoczów na stanowisko pełniącego obowiązki kierownika referatu I administracji rezerw i zastępcy komendanta. We wrześniu 1930 został przesunięty na stanowisko komendanta. W lipcu 1935 został zwolniony z zajmowanego stanowiska i oddany do dyspozycji dowódcy Okręgu Korpusu Nr VI.
Podczas II wojny światowej walczył w szeregach w Armii Krajowej pod pseudonimem Dąb. 20 października 1944 był szefem sztabu Krakowskiej Brygady Kawalerii Zmotoryzowanej AK.

## Ordery i odznaczenia
- Krzyż Walecznych (dwukrotnie)[9]
- Złoty Krzyż Zasługi (10 listopada 1928)[12][9]